# Carlos de Faria de Milanos
Carlos de Faria e Melo de Milanos ou Carlos de Cadoro, como também assinava ComA • MPBS • MOCE • MCC (Vera Cruz, Aveiro, 3 de Dezembro de 1878 — 8 de Janeiro de 1932), que usou o título de 2.º Barão de Cadoro, foi um militar português.

## Família
Nasceu a 3 de dezembro de 1878 e foi batizado a 20 de fevereiro de 1879, na freguesia de Vera Cruz, em Aveiro, como filho de Carlos de Faria e Melo, 1.º Barão de Cadoro, e de sua segunda mulher Rosa Eloísa (Rosa Heloísa) de Milanos y Cossi, doméstica, natural de Porto de Santa Maria (Espanha). Era meio-irmão de Maria Teresa de Faria e Melo, sua madrinha de batismo e futura Baronesa da Recosta.

## Biografia
Fez o Curso Secundário no Colégio Militar e o Curso de Cavalaria na Escola do Exército. Foi despachado Alferes em 1901 e promovido a Tenente em 1904 e neste posto prestou serviço em Macau e, a seguir, em Cabo Verde, como Chefe do Estado-Maior do Exército interino. Ascendeu a Capitão em 1911 e fez parte do Corpo Expedicionário Português, com o qual embarcou para França a 28 de Maio de 1917. Neste ano foi promovido a Major e comandou interinamente a Base de Desembarque, em Brest. Já Tenente-Coronel, promovido em 1918, exerceu várias comissões na Direção da Arma e no Ministério da Guerra e comandou, em 1925, o Regimento de Cavalaria n.º 2. Promovido a Coronel, sempre de Cavalaria, em 1930 chefiou a 1.ª Repartição da 1.ª Direção-Geral do Ministério da Guerra.

### Condecorações
Era Comendador da Ordem Militar de São Bento de Avis (28 de Junho de 1919) e é mencionado como tendo sido também Grande-Oficial da Ordem Militar de Avis, Comendador da Ordem Militar de Nosso Senhor Jesus Cristo e Cavaleiro da Antiga, Nobilíssima e Esclarecida Ordem Militar de Sant’Iago da Espada, do Mérito Científico, Literário e Artístico, embora tal não conste das Ordens da Presidência da República. Era também Cavaleiro da Ordem Nacional Legião de Honra de França, Companheiro Honoarário da Ordem de Serviços Distintos da Grã-Bretanha e Irlanda, e a Cruz de 2.ª Classe com Distintivo Branco da Ordem do Mérito Militar, de Espanha, e possuía a Medalha de Ouro de Comportamento Exemplar, a Medalha de Prata de Bons Serviços, e a Medalha da Cruz Vermelha de Espanha, a Medalha Comemorativa da Campanha e a Medalha da Vitória, a Medalha de Bronze de Socorros a Náufragos e a Medalha da Cruz Vermelha de Mérito Portuguesa, etc.
Usou o título de 2.º Barão de Cadoro por Autorização de D. Manuel II de Portugal no exílio de 28 de Março de 1925.

## Casamento e descendência
Casou a 16 de Agosto de 1900 com Branca de Carvalho Alves (1 de Setembro de 1880 - 3 de Setembro de 1937), filha de Carlos José Alves e de sua mulher Maria Beatriz de Carvalho, com descendência.